# Championnat de Pologne de football 1946
Navigation
Édition suivante
La saison 1946 du championnat de Pologne est la dix-huitième saison de l'histoire de la compétition. Cette édition a été remportée par le Polonia Varsovie, devant le Warta Poznań.

## Compétition

### Qualifications
- 1er tour
  - ZZK Ognisko Siedlce : 7-0 : KKS Olsztyn
  - Burza Wrocław : 1-2 : Pocztowy KS Szczecin
- 2e tour
  - AKS Chorzów : 5-3 : Pomorzanin Toruń
  - RKU Sosnowiec : 6-2 : Gedania Gdańsk
  - Radomiak Radom : 5-0 : Lublinianka Lublin
  - Warta Poznań : 10-2 : PKS Szczecin
  - Skra Częstochowa : 3-5 : Tęcza Kielce
  - Polonia Varsovie : 5-0 : Ognisko Siedlce
  - Wisła Cracovie : 4-0 : HKS Czuwaj Przemyśl
  - ŁKS Łódź : 3-1 : Orzeł Gorlice
- 3e tour
  - Tęcza Kielce : 1-3 : Warta Poznań
  - Wisła Cracovie : 2-3 : Polonia Varsovie
  - ŁKS Łódź : 3-1 : Radomiak Radom
  - AKS Chorzów : 4-0 : RKU Sosnowiec

### Classement
| Rang | Équipe           | Pts | J | G | N | P | Bp | Bc | Diff |
| ---- | ---------------- | --- | - | - | - | - | -- | -- | ---- |
| 1    | Polonia Varsovie | 9   | 6 | 4 | 1 | 1 | 18 | 12 | +6   |
| 2    | Warta Poznań     | 6   | 6 | 2 | 2 | 2 | 16 | 17 | -1   |
| 3    | AKS Chorzów      | 5   | 6 | 2 | 1 | 3 | 17 | 11 | +6   |
| 4    | ŁKS Łódź         | 4   | 6 | 2 | 0 | 4 | 16 | 27 | -11  |

|  | Champion de Pologne |

## Meilleurs buteurs
| # | Joueur                | Équipe           | Buts |
| - | --------------------- | ---------------- | ---- |
| 1 | Henryk Spodzieja (pl) | AKS Chorzów      | 8    |
| 2 | Jerzy Szularz (pl)    | Polonia Varsovie | 7    |
|   | Tadeusz Świcarz (pl)  | Polonia Varsovie | 7    |